# Бурко (Романишин) Юлія Миколаївна
Бурко (Романишин) Юлія Миколаївна (*6 лютого 1968, с. Надиби Старосамбірського району, Львівської області — *18 травня 2020, м. Червоноград, Львівської області) — писанкарка, активна учасниця культурно-громадського життя м. Червоноград, ініціаторка створення та незмінна голова Незалежного жіночого товариства "Прозерок".

## Життєпис
Юлія Бурко народилася 6 лютого 1968 року в с. Надиби Старосамбірського району Львівської області. Навчалася у Надибській середній школі. Фах здобула у Самбірському педагогічному училищі. З 1988 року проживає у місті Червонограді. З цього часу працює у міському Будинку дитячої творчості.
Юлія Бурко писанкарством захопилася на початку 90-х років минулого століття, організовує гурток у БДЮТ (студія писанкарства імені Тараса Городецького).

## Творчість
У квітні 2006 року, в Червоноградській філії Львівського національного музею ім. А. Шептицького відбулася презентація першої персональної виставки майстрині — «Чарівний світ писанок». В березні 2007 році у Львівському музеї етнографії і художнього промислу разом із синами Тарасом і Богданом Юлія Бурко (Романишин) представила виставку «Великодні візерунки».